# Hiéroglyphe égyptien E27
Pour les articles homonymes, voir Girafe (homonymie).
La girafe, en hiéroglyphes égyptiens, est classifiée dans la section E « Mammifères » de la liste de Gardiner ; cet hiéroglyphe y est noté E27.

## Représentation
Il représente une girafe de Nubie (Giraffa camelopardalis camelopardalis).

## Utilisation
| s | r | E27 |

| s | r | E27 |

| s | r | E27 | A2 | / | s | r · Z5 | A2 |

| s | r | E27 | A2 | / | s | r · Z5 | A2 |

| m&a | m&a | F27 |

| m&a | m&a | F27 |

| E20 |

| E20 |